# آبالی، آگاکورن
آبالی، آگاکورن (به لاتین: Abalı, Ağaçören) یک  Köy  در ترکیه است که در استان آق‌سرای واقع شده‌است.